# Р-12 Двина
Р-12 Двина е балистична ракета със среден радиус на действие на СССР. Тя е обозначавана от НАТО като SS-4 Sandal.
Проектирана е през периода 1956-57 г. Полетните изпитания започват на 22 юни 1957 г. Първата ракета, дело на младия колектив на Михаил Янгел съчетава товароподемността и високите полетни характеристики на Р-5 и удобството при експлоатацията на Р-11. С изключение на леко коничната долна част, диаметърът е същият като при Р-5 – 1,65 m.
Р-12 предоставя възможността на Съветския съюз да напада цели на средно разстояние с мегатонни термоядрени бойни глави и съставя по-голямата част от ракетната заплаха в Западна Европа. Изпращането на ракети Р-12 в Куба причинява Карибската криза през 1962 г. Произведени са общо 2335 броя от ракетата.
Двигателят РД-214 е разработен през 1952 – 1957 г. в ГДЛ-ОКБ на Глушко. След двугодишни изпитания на въоръжение са приети ракетни комплекси Р-12 с наземно базиране. Далечината на полета достига 2000 км. Тактико-технически данни: дължина - 22,77 m, диаметър - 1,65 m, стартово тегло - 42 тона.
През следващите години с добавянето на втора степен на сцената се появява ракета-носител КОСМОС В-1. Съгласно договора за съкращаване на ракетите с малък и среден радиус в действие от 8 декември 1987 г. между СССР и САЩ от 1 август 1988 г. започва унищожаването на 176 ракети Р-12 и Р-14. Всички ракети са унищожени през 1993 г.